# Barton MacLane
Barton MacLane (właśc. Ernest Barton MacLane; ur. 25 grudnia 1902 w Columbii, zm. 1 stycznia 1969 w Santa Monica) – amerykański aktor filmowy, teatralny i telewizyjny oraz dramaturg i scenarzysta.

## Wybrana filmografia
seriale
- 1947: Kraft Television Theatre jako Potter
- 1956: Telephone Time jako Pete Devlin
- 1960: Outlaws jako szeryf Frank Caine
- 1967: Hondo jako Markham

filmy
- 1929: Orzechy kokosowe jako kuracjusz
- 1933: To the Last Man jako Neil Stanley
- 1933: Samotny kowboj jako J.J. Baxter
- 1937: Tylko raz żyjemy jako Stephen Whitney
- 1937: Książę i żebrak jako John Canty
- 1941: Bądź ze mną jako Barney Grogan
- 1941: Sokół maltański jako detektyw Dundy
- 1945: Tarzan i Amazonki jako Ballister
- 1948: Skarb Sierra Madre jako Pat McCormick
- 1949: Red Light jako detektyw Strecker
- 1958: Girl in the Woods jako Big Jim
- 1968: Arizona Bushwhackers jako szeryf Lloyd Grover

## Wyróżnienia
Posiada swoją gwiazdę na Hollywoodzkiej Alei Gwiazd.